# Hubert Jappelle
Hubert Jappelle est un acteur, metteur en scène, marionnettiste, professeur d’art dramatique né en 1938 à Verdun et mort en 2020 à Cergy.

## Biographie
Il étudie les arts plastiques au Beaux-Arts de Nancy. Il commence sa carrière de metteur en scène à Avignon. Il participe au début du festival off d’Avignon en 1961. À partir de 1968, avec Fin de partie, d'après Samuel Beckett, il travaille l’adaptation pour la marionnette de textes d’auteurs classiques comme August Strindberg, Kafka, Molière…  Il participe une première fois au festival d’Avignon comme marionnettiste et metteur en scène en 1971 sur le spectacle de Georges Aperghis « La Tragique histoire du nécromancien Hiéronimo et de son miroir ». En 1976, il est programmé dans le festival In d’Avignon dans la cour de l’Oratoire avec le spectacle pour marionnettes « Variation sur Macbeth » d’après William Shakespeare.
Au début des années 1980, il crée le « Théâtre de l’Usine » dans une ancienne papeterie à Éragny.
Il y mène un travail de création autour de la marionnette mais aussi une réflexion politique sur le théâtre populaire. Il publie en 1997 « Les Enjeux de l'interprétation théâtrale » aux éditions L’Harmattan. Pendant 40 ans, il met en scène de nombreux spectacles pour comédiens et pour marionnettes au Théâtre de l’Usine. Le plus souvent, il s’appuie sur des auteurs classiques (Marivaux, Tchekhov, Ionesco, Camus…) dans une mise en scène épurée.
Il poursuit, en parallèle des mises en scène de théâtre et de marionnette, une carrière de comédien au sein de sa compagnie. Il joue le professeur dans La Leçon de Ionesco de 1961 à 2019. Il reste 23 ans professeur d’art dramatique au conservatoire de région de Cergy-Pontoise. Il donne également des cours d’art dramatique à l’université Paris X de Nanterre (1990-1995)

## Mises en scène pour marionnettes
- 1968 : Fin de Partie de Samuel Beckett[7]
- 1970 : Les Chaises de Ionesco (1970)

- 1976 : Variation sur Macbeth (Festival d’Avignon)[8]
- 1981 : Antigone de Sophocle
- 1987 : Le Manteau de Gogol
- 1991 : La Patte du chat de Marcel Aymé
- 2000 : Le Procès de Franz Kafka
- 2005 : Le Malade imaginaire de Molière.

## Mise en scène théâtrales[5]
- 1971 : La tragique histoire du nécromancien Hiéronimo et de son miroir de  Georges Aperghis (festival d’Avignon)
- 1976 : Variation sur Macbeth (Festival d’Avignon)
- 1978 : Le combat de Tancrède et Clorinde (Festival d'Avignon)
- 1983 : Les Nuits difficiles de Dino Buzzati
- 1995 : La putain respectueuse de Jean-Paul Sartre
- 2009 : L'atelier de Jean-Claude Grümberg
- 2013 : La controverse de Valladolid de Jean Claude Carrière
- 2014 : Les justes d'Albert Camus
- 2016 : La grammaire de Labiche[9]
- 2020 : La mère confidente de Marivaux
- 1961 : La Leçon de Ionesco